# Ford Konno
Ford Hiroshi Konno (* 1. Januar 1933 in Honolulu) ist ein ehemaliger US-amerikanischer Schwimmer.

## Karriere
Seine Laufbahn als Schwimmer dauerte von 1951 bis 1956. Bei den Olympischen Sommerspielen 1952 in Helsinki wurde er Olympiasieger über 1500 m Freistil und mit der 4 × 200-m-Freistilstaffel. Über 400 m Freistil musste er sich Jean Boiteux geschlagen geben und gewann Silber. Vier Jahre später gewann er bei den Olympischen Spielen 1956 in Melbourne mit der US-amerikanischen Staffel nochmals die Silbermedaille.
Im Jahr 1972 wurde er in die Ruhmeshalle des internationalen Schwimmsports aufgenommen.